# Kanurennsport-Weltmeisterschaften 1971
Die 9. Kanurennsport-Weltmeisterschaften fanden 1971 in Belgrad (Jugoslawien) statt.
Es wurden Medaillen in 18 Disziplinen des Kanurennsports vergeben: sechs Canadier und neun Kajak-Wettbewerbe der Männer sowie drei Kajak-Wettbewerbe der Frauen.

## Ergebnisse

### Männer

#### Canadier
| Event        | Gold                                           | Zeit | Silber                                      | Zeit | Bronze                                     | Zeit |
| ------------ | ---------------------------------------------- | ---- | ------------------------------------------- | ---- | ------------------------------------------ | ---- |
| C-1 500 m    | BR Deutschland Detlef Lewe                     |      | Ungarn Tamás Wichmann                       |      | Rumänien Ivan Patzaichin                   |      |
| C-1 1000 m   | BR Deutschland Detlef Lewe                     |      | Ungarn Tibor Tatai                          |      | Sowjetunion Vladislovas Česiūnas           |      |
| C-1 10.000 m | Ungarn Tamás Wichmann                          |      | Sowjetunion Wassyl Jurtschenko              |      | Rumänien Lipat Varabiev                    |      |
| C-2 500 m    | Rumänien Gheorghe Danielov Gheorghe Simionov   |      | Sowjetunion Michail Lobanow Wladimir Pankow |      | Bulgarien Wiktor Bojtschew Fedja Damjanow  |      |
| C-2 1000 m   | Ungarn Tamás Wichmann Gyula Petrikovics        |      | Rumänien Ivan Patzaichin Serghei Covaliov   |      | Bulgarien Wiktor Bojtschew Fedja Damjanow  |      |
| C-2 10.000 m | Sowjetunion Naum Procupeț Alexander Winogradow |      | Ungarn László Hingt István Cserha           |      | Rumänien Serghei Covaliov Vicol Calabiciov |      |

#### Kajak
| Event                 | Gold                                                                            | Zeit | Silber                                                                      | Zeit | Bronze                                                                                  | Zeit |
| --------------------- | ------------------------------------------------------------------------------- | ---- | --------------------------------------------------------------------------- | ---- | --------------------------------------------------------------------------------------- | ---- |
| K-1 500 m             | Sowjetunion Nikolai Gogol                                                       |      | Tschechoslowakei Ladislav Souček                                            |      | Ungarn Mihály Hesz                                                                      |      |
| K-1 1000 m            | Polen Grzegorz Śledziewski                                                      |      | Schweden Lars Andersson                                                     |      | Sowjetunion Oleksandr Schaparenko                                                       |      |
| K-1 10.000 m          | Sowjetunion Wiktor Zarjow                                                       |      | Ungarn Péter Völgyi                                                         |      | BR Deutschland Jochen Schneider                                                         |      |
| K-1 4 × 500 m Staffel | Ungarn Géza Csapó István Szabó Csaba Giczy Mihály Hesz                          |      | Rumänien Dimitrie Ivanov Mihai Zafiu Eugen Botez Aurel Vernescu             |      | Sowjetunion Anatoli Kobrissew Anatoli Sedaschow Leonid Derewjanko Anatoli Tischtschenko |      |
| K-2 500 m             | Schweden Lars Andersson Rolf Peterson                                           |      | Belgien Jean-Pierre Burny Paul Hoekstra                                     |      | Sowjetunion Nikolai Gogol Petro Hreschta                                                |      |
| K-2 1000 m            | DDR Reiner Kurth Alexander Slatnow                                              |      | Österreich Gerhard Seibold Günther Pfaff                                    |      | Rumänien Costel Coşniţă Vasilie Simioncenco                                             |      |
| K-2 10.000 m          | Sowjetunion Konstantin Kostenko Wjatscheslaw Kononow                            |      | Norwegen Egil Søby Jan Johansen                                             |      | Rumänien Antrop Varabiev Emilian Zahara                                                 |      |
| K-4 1000 m            | Sowjetunion Jurij Filatow Wolodymyr Morosow Jurij Stezenko Waleri Didenko       |      | BR Deutschland Hans-Erich Pasch Rainer Hennes Rudolf Blass Eberhard Fischer |      | Ungarn István Szabó Péter Várhelyi Zoltán Bakó Géza Csapó                               |      |
| K-4 10.000 m          | Rumänien Cuprian Macarencu Costel Coşniţă Vasilie Simioncenco Atanasie Sciotnic |      | Ungarn Csaba Giczy István Timár György Mészáros Csongor Vargha              |      | Sowjetunion Heino Kurvet Mikalaj Harbatschou Wladimir Klimow Wladimir Semljakow         |      |

### Frauen

#### Kajak
| Event     | Gold                                                                                  | Zeit | Silber                                                                          | Zeit | Bronze                                                         | Zeit |
| --------- | ------------------------------------------------------------------------------------- | ---- | ------------------------------------------------------------------------------- | ---- | -------------------------------------------------------------- | ---- |
| K-1 500 m | Sowjetunion Ljudmila Pinajewa                                                         |      | Niederlande Mieke Jaapies                                                       |      | DDR Petra Setzkorn                                             |      |
| K-2 500 m | Ungarn Anna Pfeffer Katalin Hollósy                                                   |      | DDR Petra Setzkorn Petra Grabowski                                              |      | Sowjetunion Tamara Popowa Kateryna Kuryschko                   |      |
| K-4 500 m | Sowjetunion Kateryna Kuryschko Natalja Boiko Julija Rjabtschinskaja Ljudmila Pinajewa |      | BR Deutschland Renate Breuer Roswitha Esser Irene Pepinghege Heiderose Wallbaum |      | DDR Petra Setzkorn Marion Grupe Bettina Müller Petra Grabowski |      |

## Medaillenspiegel
| Rang   | Nation           | Gold | Silber | Bronze | Gesamt |
| ------ | ---------------- | ---- | ------ | ------ | ------ |
| 1      | Sowjetunion      | 7    | 2      | 6      | 15     |
| 2      | Ungarn           | 4    | 5      | 2      | 11     |
| 3      | Rumänien         | 2    | 2      | 5      | 9      |
| 4      | BR Deutschland   | 2    | 2      | 1      | 5      |
| 5      | DDR              | 1    | 1      | 2      | 4      |
| 6      | Schweden         | 1    | 1      | –      | 2      |
| 7      | Polen            | 1    | –      | –      | 1      |
| 8      | Österreich       | –    | 1      | –      | 1      |
| 8      | Belgien          | –    | 1      | –      | 1      |
| 8      | Tschechoslowakei | –    | 1      | –      | 1      |
| 8      | Niederlande      | –    | 1      | –      | 1      |
| 8      | Norwegen         | –    | 1      | –      | 1      |
| 13     | Bulgarien        | –    | –      | 2      | 2      |
| Gesamt | Gesamt           | 18   | 18     | 18     | 54     |